# Knut Hamsun
Knut Hamsun (Lom, Oppland, 4. kolovoza 1859. – Nørholm, Grimstad, 19. veljače 1952.) bio je norveški književnik, vodeći autor neoromantizma. Dobitnik je Nobelove nagrade za književnost 1920.

## Život
Knut Hamsun rođen je kao Knud Pedersen u mjestu Lom u Opplandu, kao četvrti sin u obitelji. Odrastao je u siromaštvu. U dobi od 17 godina počeo je raditi kod proizvođača užadi i u isto vrijeme započeo s pisanjem. Proveo je nekoliko godina u Americi, putujući i radeći najrazličitije poslove, o kojima je pisao u Fra det moderne Amerikas Aandsliv (»Iz duhovnog života suvremene Amerike«, 1889.). Godine 1898. godine oženio se s Bergliot Goepfert, ali je brak završio 1906. Hamsun je potom 1909. godine oženio Marie Andersen koja će mu biti vjerna pratiteljica sve do njegove smrti. Marie je napisala memoare u kojima je opisala njihov zajednički život. Kada je upoznala Hamsuna Marie je bila mlada glumica s obećavajućom karijerom koju je odlučila prekinuti i otputovala je s njim u Hamarøy. Kupili su imanje s namjerom da rade kao poljoprivrednici i da od toga žive, zajedno s prihodima koje je Hamsun dobivao od pisanja. Međutim, ubrzo se sele na jug, u Larvik. Godine 1918. kupili su star i prilično ruševan dvorac između Lillesanda i Grimstada. Obnovili su glavni dio objekta, dio za stanovanje. Hamsun se lako mogao povući u svijet pisanja i neometano pisati iako je često putovao na druga mjesta i u druge gradove kako bi pisao.
Nakon drugog svjetskog rata Hamsun je osuđen zbog aktivne potpore nacizmu i marionetskom režimu Vidkuna Quislinga. Svoja politička stajališta nastojao je pojasniti u djelu Na zaraslim stazama (1949.). Umro je u svom domu u Nørholmu 1952. godine. 

## Stvaralaštvo
Hamsun je prvi put privukao pozornost 1890. godine novelom Glad. U napola autobiografskom djelu opisao je pad mladog pisca u ludilo kao rezultat gladi i siromaštva. Kao i u svim ostalim djelima i o ovom se osjeća stil Franza Kafke i ostalih pisaca 20. stoljeća, s unutarnjim monolozima i bizarnim logičnostima. Velik uspjeh doživio je i roman Blagoslov zemlje iz 1917. Hamsun je dobio Nobelovu nagradu za književnost 1920. godine.
Njegova djela imala su utjecaj na rad Miroslava Krleže.

## Djela
- Iz duhovnog života suvremene Amerike  (Fra det moderne Amerikas Aandsliv, 1889.)
- Glad (Sult, 1890.)
- Misterije (Mysterier, 1892.)
- Urednik Lynge (Redaktør Lynge, 1893.)
- Nova zemlja (Ny Jord, 1893.)
- Pan (1894.)
- Na vratima carstva (Ved Rigets Port, 1895.)
- Igra života (Livet Spil, 1896.)
- Suton (Aftenrøde, 1896.)
- Viktorija (Victoria. En kjærlighedshistorie, 1898.)
- Munken Vendt (1902.)
- Kraljica Tamara (Dronning Tamara, 1903.)
- Zanesenjak (Svaermere, 1904.)
- Pod jesenjim zvijezdama (Under Høststjærnen, 1906.)
- Benoni (1908.)
- Ruža (Rosa, 1908.)
- Prigušena svirka jedne skitnice (En Vandrer spiller med Sordin, 1912.)
- Posljednja radost (Den sidste Glæde, 1912.)
- Djeca svoga vremena (Børn av Tiden, 1913.)
- Gradić Segelfoss (Segelfoss By, 1915.)
- Blagoslov zemlje (Markens Grøde, 1917.)
- Žene na studencu (Konerne ved Vandposten, 1920.)
- Posljednje poglavlje (Siste Kapitel, 1923.)
- Skitnice (Landstrykerei, 1927.)
- Kolovoz (August, 1930.)
- Ali život živi (Men livet Lever, 1935.)
- Krug se zatvara (Ringen sluttet, 1936.)
- Na zaraslim stazama (Paa gjengrodde Stier, 1949.)